# Anisodes ephyrata
Anisodes ephyrata är en fjärilsart som beskrevs av W. Warren 1897. Anisodes ephyrata ingår i släktet Anisodes och familjen mätare. Inga underarter finns listade i Catalogue of Life.